# Kamyk Walker
Kamyk Walker, znany także jako Kamyk Rybak, Steamy, Kamyk Walken, właśc. Krystian Piotr Dobosz (ur. 10 kwietnia 1991 na Mazurach) – polski aktor pornograficzny.

## Kariera
Zostanie aktorem pornograficznym było jego marzeniem od 12. roku życia. Pierwszą propozycję wystąpienia w filmie pornograficznym dostał od polskiej wytwórni w wieku siedemnastu lat; pierwszy film pornograficzny nagrał 11 maja 2009 roku. Po wyprowadzce do Wielkiej Brytanii nagrywał dla wytwórni w Londynie, jednak kilka razy przylatywał do Polski do rodzimej wytwórni.
Kamyk do tej pory zagrał w około dwustu produkcjach. Był nominowany do dziesięciu nagród Prowler Porn Awards, dwie z nich wygrał.

## Życie prywatne
Kamyk pochodzi z Mazur. Jest zadeklarowaną osobą homoseksualną. Krótko po wyprowadzce do Londynu Kamyk nie mówił po angielsku.
Przed 2017 rokiem Kamyk był w kilku relacjach, jednak rozstawał się ze swoimi partnerami ze względu na odmienne poglądy związane z jego zawodem. Poznał swojego obecnego narzeczonego na orgii w czerwcu 2017 roku i był z nim w otwartym związku. Kamyk deklarował, że ze względu na swoje dotychczasowe osiągnięcia związane z karierą aktora pornograficznego byłby w stanie z niej zrezygnować na prośbę partnera, ponieważ spełniło się już jego marzenie o zawodzie aktora pornograficznego, jednak tylko wtedy, gdyby na początku relacji jasno dał mu do zrozumienia, że sobie tego życzy.

## Nagrody i nominacje
| Rok  | Nagroda            | Kategoria                                    | Film                           | Inni wykonawcy | Rezultat  |
| ---- | ------------------ | -------------------------------------------- | ------------------------------ | -------------- | --------- |
| 2016 | Prowler Porn Award | Najlepszy Brytyjski Bottom                   | –                              | –              | Nominacja |
| 2016 | Prowler Porn Award | Najlepszy Brytyjski Twink                    | –                              | –              | Nominacja |
| 2017 | Prowler Porn Award | Najlepszy Brytyjski Bottom                   | –                              | –              | Nominacja |
| 2017 | Prowler Porn Award | Najlepsza Brytyjska Scena                    | Pumped (2016)                  | Charley Cole   | Nominacja |
| 2017 | Prowler Porn Award | Najlepszy Brytyjski Twink                    | –                              | –              | Wygrana   |
| 2017 | Prowler Porn Award | Najgorętsza Brytyjska Gwiazda Porno          | –                              | –              | Nominacja |
| 2018 | Prowler Porn Award | Najlepszy Europejski Bottom                  | –                              | –              | Nominacja |
| 2018 | Prowler Porn Award | Najlepsza Europejska Para                    | Kamyk Rides The New Boy (2018) | Leo Rex        | Nominacja |
| 2018 | Prowler Porn Award | Najlepsza Europejska Fetyszowa Gwiazda Porno | –                              | –              | Wygrana   |
| 2018 | Prowler Porn Award | Najlepszy Europejski Twink                   | –                              | –              | Nominacja |